# Rock Island (Illinois)
Rock Island is een plaats (city) in de Amerikaanse staat Illinois, en valt bestuurlijk gezien onder Rock Island County.

## Geschiedenis
Met de bouw van Fort Armstrong bij de Rock River kwam vanaf 1835 een stroom kolonisten op gang. Deze expansie ging ten koste van de Sauk en hun leider Black Hawk, die oorspronkelijk in dit gebied woonden en nu westwaarts werden verdreven.
Het plaatsje dat bij het fort ontstond, kreeg in 1835 de naam Stephenson maar werd in 1841 hernoemd tot Rock Island.
In 1854 werd Rock Island aangesloten op de spoorlijn van de de Chicago and Rock Island Railroad. Dit zorgde voor het ontstaan van industriële activiteiten als houtverwerking en de fabricage van spoorwegonderdelen.
Het Augustana College streek in 1875 neer in Rock Island en zou in de 21e eeuw uitgroeien tot een grote school met 2500 leerlingen.
De bevolking groeide in de 19e eeuw verder aan met immigranten uit Zweden, Duitsland en Ierland. Ook joodse immigranten en Afro-Amerikanen trokken naar Rock Island. De Citizen’s Improvement Association - een groep van vooraanstaande zakenmensen - wist te bewerkstelligen dat Rock Island van verharde straten en stoepen werd voorzien.
Begin 20e eeuw groeide de stad verder uit, onder andere door de aanleg van tramlijnen naar de buitengebieden. Ook tijdens beide Wereldoorlogen wist Rock Island te groeien: waar de meeste plaatsen hun bouwactiviteiten staakten, kreeg Rock Island speciaal ontheffing van de overheid om woningen te kunnen bouwen.
In de jaren direct na de Tweede Wereldoorlog werd de plaats getroffen door grote stakingen. Pas in de jaren 50 kwam er een einde aan de onrust.
In 1959 breidde de stad zich uit naar het westen, aan de andere zijde van de Rock River. Dit stadsdeel staat bekend als Southwest Rock Island.
Begin jaren 70 werd een waterkering gebouwd, nadat de Mississippi in 1965 voor overstromingen in het centrum had gezorgd. Door de beschermende muur raakte het centrum echter wel afgesloten van de rivier.
Rock Island raakte vanaf de jaren 70 in verval. Hoge werkloosheid, achterstallig onderhoud van woonwijken en het sluiten van agrarische industrieën leidden tot een afname van het aantal inwoners: kende de stad in 1960 nog ruim 51.000 inwoners, in 2000 was dit afgenomen tot ruim 39.000.

## Demografie
Bij de volkstelling in 2000 werd het aantal inwoners vastgesteld op 39.684. In 2006 is het aantal inwoners door het United States Census Bureau geschat op 38.442, een daling van 1242 (-3,1%).

## Geografie
Volgens het United States Census Bureau beslaat de plaats een oppervlakte van 44,4 km², waarvan 41,2 km² land en 3,2 km² water.
Rock Island ligt aan de Rock River, een zijrivier van de Mississippi met een lengte van naar schatting 459 kilometer.

## Plaatsen in de nabije omgeving
De onderstaande figuur toont nabijgelegen plaatsen in een straal van 12 km rond Rock Island.

## Geboren
- Eddie Albert (1906-2005), acteur
- June Haver (1926-2005), actrice
- Susann McDonald (1935-2025), harpiste en muziekpedagoge
- Bill Allred (1936-2024), jazzmuzikant
- Gary Payton (1948), astronaut
- Madison Keys (1995), tennisster